# Domício Alexandre
Lúcio Domício Alexandre (em latim: Lucius Domitius Alexander) foi um oficial e usurpador contra o césar Magêncio (r. 306–312) e seu pai Maximiano, eles próprios usurpadores contra Valério Severo (r. 305–307) e Constantino I (r. 306–337). Originalmente um vigário da África, rebela-se em 308/309 ao receber ordens para enviar seu filho de nome incerto como refém para Roma. As tropas elegeram-no Augusto e ele governou com base na África até 309/310, quando foi derrotado e morto por estrangulamento pelo prefeito pretoriano Rúfio Volusiano e pelo general Zenas.

## Vida

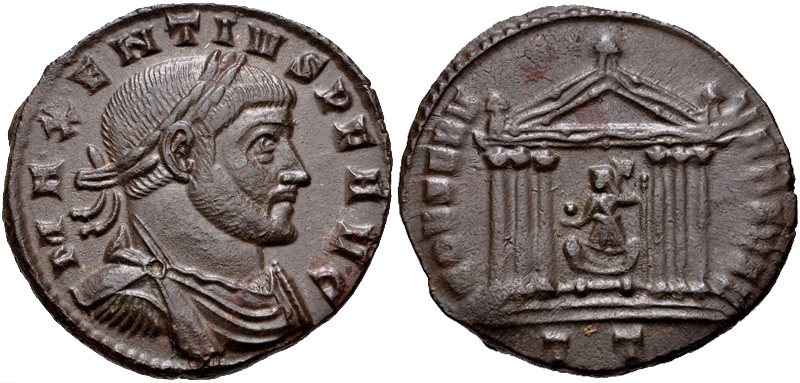
Fólis de Magêncio r. emitido em Ticino ca. 307-308

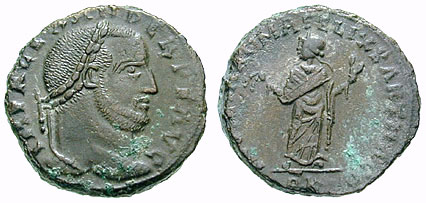
Fólis de Alexandre

Alexandre era nativo da Frígia, segundo Zósimo, ou da Panônia, segundo Sexto Aurélio Vítor. A data de seu nascimento é incerta, mas se sabe que era idoso quando aparece nas fontes na década de 300. É citado pela primeira vez em 308, quando ocupava o ofício de vigário da África. Talvez tenha sido o Valério Alexandre que ocupou a mesma posição entre 303 e 306, indicando, caso a associação esteja correta, que Alexandre mudou de nome ao ascender ao trono em 308 e que seu mandato durou de 303 a 308; a inscrição que cita Valério Alexandre também indica que foi homem perfeitíssimo.
Em 308/309, segundo Zósimo, o césar Magêncio (r. 306–312) enviou seu retrato à África para obter reconhecimento como imperador, mas as tropas resistiram por sua lealdade a Galério (r. 293–311). Magêncio ordenou que Alexandre enviasse seu filho de nome incerto para Roma como refém para garantir sua lealdade, mas ele recusou-se e foi nomeado Augusto pelo seu exército. Segundo François Paschoud, o incidente foi provocado pelo conflito entre Magêncio e seu pai Maximiano, no começo de 308, e Zósimo confundiu Galério com Maximiano em seu relato. André Chastagnol e os autores da PIRT concordam com essa datação, mas Pierre Salama sugeriu que a usurpação de Alexandre ocorreu em 309.
Em 11 de novembro, Galério reuniu a Conferência de Carnunto na qual participaram Diocleciano, Maximiano, Licínio, Maximino Daia e Constantino. Na conferência, reafirmaram-se as posições de Galério, Maximino e Constantino (o primeiro como augusto e os outros dois como césares, do Oriente e Ocidente respectivamente), enquanto Licínio foi elevado como Augusto do Ocidente, Maximiano foi removido do quadro imperial e Magêncio e Alexandre foram tidos como usurpadores. Apesar da situação desfavorável, Alexandre parece ter solicitado apoio de Constantino, que parece ter cautelosamente oferecido, na esperança de pressionar Magêncio; ele reconheceu Constantino em suas inscrições (CIL 8:22183 = ILS 8936), mas Constantino não o reconheceu. Salama sugeriu que o pacto teria sido firmado no outono de 310.
Poucas tropas regulares estavam estacionadas na África, e Alexandre recrutou getulos e mauros, mas estava vulnerável a um ataque rápido. Além das províncias da África, detinha a Sardenha, governada por Lúcio Pápio Pacaciano, e o mar entre Itália e África;  essas províncias eram encarregadas de abastecer Roma com cereais. Devido a tal situação, houve escassez de rações, levando Magêncio a aumentar os impostos, sobretudo os pagos por senadores. Além disso, enviou seu prefeito pretoriano Rúfio Volusiano e Zenas para sufocar a rebelião. Aparentemente suas tropas não ofereceram muita luta devido ao despreparo em frente aos exércitos bem treinados de Volusiano e várias cidades, incluindo Cartago, foram atacadas. Alexandre fugiu a Cirta, que foi atacada e saqueada, e ele foi capturado e estrangulado. Os subordinados de Magêncio então conduziram o expurgo dos apoiantes conhecidos e suspeitos de Alexandre, com muitos sendo mortos, e aqueles que fugiram tiveram suas propriedades confiscadas.

## Numismática
Alexandre emitiu áureos e fólis na casa da moeda de Cartago, que Maximiano estabeleceu em 296/297. O reverso de suas moedas em sua maioria celebrava a cidade de Cartago e a província da África Proconsular, bem como aludia seu desejo de reconhecimento pelas autoridades legítimas do Império Romano. Sua cunhagem foi rara e há falsificações conhecidas.